# Saltator fuliginosus
Saltator fuliginosus là một loài chim trong họ Thraupidae.